# Donald Glover/Diskografie
Diese Diskografie ist eine Übersicht über die musikalischen Werke des US-amerikanischen Musikers Donald Glover und seinem Pseudonym Childish Gambino. Den Schallplattenauszeichnungen zufolge hat er bisher mehr als 29,3 Millionen Tonträger verkauft, davon alleine in seiner Heimat über 18,5 Millionen. Seine erfolgreichste Veröffentlichung ist die Single Redbone mit über 8,7 Millionen verkauften Einheiten.

## Alben

### Studioalben
| Jahr | Titel Musiklabel                                                        | Höchstplatzierung, Gesamtwochen, AuszeichnungChartplatzierungen (Jahr, Titel, Musiklabel, Platzierungen, Wochen, Auszeichnungen, Anmerkungen) | Höchstplatzierung, Gesamtwochen, AuszeichnungChartplatzierungen (Jahr, Titel, Musiklabel, Platzierungen, Wochen, Auszeichnungen, Anmerkungen) | Höchstplatzierung, Gesamtwochen, AuszeichnungChartplatzierungen (Jahr, Titel, Musiklabel, Platzierungen, Wochen, Auszeichnungen, Anmerkungen) | Höchstplatzierung, Gesamtwochen, AuszeichnungChartplatzierungen (Jahr, Titel, Musiklabel, Platzierungen, Wochen, Auszeichnungen, Anmerkungen) | Höchstplatzierung, Gesamtwochen, AuszeichnungChartplatzierungen (Jahr, Titel, Musiklabel, Platzierungen, Wochen, Auszeichnungen, Anmerkungen) | Anmerkungen                                                         |
| Jahr | Titel Musiklabel                                                        | DE | AT | CH | UK | US | Anmerkungen                                                         |
| ---- | ----------------------------------------------------------------------- | --- | --- | --- | --- | --- | ------------------------------------------------------------------- |
| 2011 | Camp Glassnote (Glassnote)                                              | — | — | — | UK— GoldUK | US11 (24 Wo.)US | Erstveröffentlichung: 15. November 2011 Verkäufe: + 367.000         |
| 2013 | Because the Internet Glassnote (Glassnote)                              | — | — | — | UK— GoldUK | US7 Gold · (142 Wo.)US | Erstveröffentlichung: 10. Dezember 2013 Verkäufe: + 765.000         |
| 2016 | “Awaken, My Love!” Glassnote (Glassnote)                                | — | — | CH89 (1 Wo.)CH | UK34 Gold · (6 Wo.)UK | US5 Platin · (113 Wo.)US | Erstveröffentlichung: 2. Dezember 2016 Verkäufe: + 1.280.000 Grammy |
| 2020 | 3.15.20 auch bekannt als: Atavista mc DJ Recording • RCA Records (Sony) | — | AT55 (1 Wo.)AT | CH45 (2 Wo.)CH | UK20 (2 Wo.)UK | US13 (5 Wo.)US | Erstveröffentlichung: 22. März 2020                                 |
| 2024 | Bando Stone & the New World RCA Records (Sony)                          | — | AT51 (1 Wo.)AT | CH14 (2 Wo.)CH | UK33 (1 Wo.)UK | US16 (3 Wo.)US | Erstveröffentlichung: 19. Juli 2024                                 |

### Mixtapes
| Jahr | Titel Musiklabel                  | Anmerkungen                              |
| ---- | --------------------------------- | ---------------------------------------- |
| 2008 | Sick Boi Selbstverlag             | Erstveröffentlichung: 5. Juni 2008       |
| 2009 | Poindexter Selbstverlag           | Erstveröffentlichung: 17. September 2009 |
| 2010 | I Am Just a Rapper Selbstverlag   | Erstveröffentlichung: 5. Januar 2010     |
| 2010 | I Am Just a Rapper 2 Selbstverlag | Erstveröffentlichung: 4. Februar 2009    |
| 2010 | Culdesac Selbstverlag             | Erstveröffentlichung: 3. Juni 2010       |
| 2012 | Royalty Selbstverlag              | Erstveröffentlichung: 4. Juli 2012       |
| 2014 | STN MTN Selbstverlag              | Erstveröffentlichung: 2. Oktober 2014    |

### EPs
| Jahr | Titel Musiklabel               | Höchstplatzierung, Gesamtwochen, AuszeichnungChartplatzierungen (Jahr, Titel, Musiklabel, Platzierungen, Wochen, Auszeichnungen, Anmerkungen) | Höchstplatzierung, Gesamtwochen, AuszeichnungChartplatzierungen (Jahr, Titel, Musiklabel, Platzierungen, Wochen, Auszeichnungen, Anmerkungen) | Höchstplatzierung, Gesamtwochen, AuszeichnungChartplatzierungen (Jahr, Titel, Musiklabel, Platzierungen, Wochen, Auszeichnungen, Anmerkungen) | Höchstplatzierung, Gesamtwochen, AuszeichnungChartplatzierungen (Jahr, Titel, Musiklabel, Platzierungen, Wochen, Auszeichnungen, Anmerkungen) | Höchstplatzierung, Gesamtwochen, AuszeichnungChartplatzierungen (Jahr, Titel, Musiklabel, Platzierungen, Wochen, Auszeichnungen, Anmerkungen) | Anmerkungen |
| Jahr | Titel Musiklabel               | DE | AT | CH | UK | US | Anmerkungen |
| ---- | ------------------------------ | --- | --- | --- | --- | --- | --- |
| 2011 | EP Selbstverlag                | — | — | — | — | — | Erstveröffentlichung: 8. März 2011 |
| 2014 | Kauai Glassnote (Glassnote )   | — | — | — | UK85 (1 Wo.)UK | US13 (7 Wo.)US | Erstveröffentlichung: 3. Oktober 2014 mit Jaden Smith; ; Vinyl-Ausgabe: 23. April 2022 (UK, Record Store Day); in UK erst 2022 platziert; Verkäufe: + 42.000 (US) |
| 2018 | Summer Pack RCA Records (Sony) | — | — | — | — | — | Erstveröffentlichung: 11. Juli 2018 |

## Singles

### Als Leadmusiker
| Jahr | Titel Album                              | Höchstplatzierung, Gesamtwochen, AuszeichnungChartplatzierungen (Jahr, Titel, Album, Platzierungen, Wochen, Auszeichnungen, Anmerkungen) | Höchstplatzierung, Gesamtwochen, AuszeichnungChartplatzierungen (Jahr, Titel, Album, Platzierungen, Wochen, Auszeichnungen, Anmerkungen) | Höchstplatzierung, Gesamtwochen, AuszeichnungChartplatzierungen (Jahr, Titel, Album, Platzierungen, Wochen, Auszeichnungen, Anmerkungen) | Höchstplatzierung, Gesamtwochen, AuszeichnungChartplatzierungen (Jahr, Titel, Album, Platzierungen, Wochen, Auszeichnungen, Anmerkungen) | Höchstplatzierung, Gesamtwochen, AuszeichnungChartplatzierungen (Jahr, Titel, Album, Platzierungen, Wochen, Auszeichnungen, Anmerkungen) | Anmerkungen                                                                                  |
| Jahr | Titel Album                              | DE | AT | CH | UK | US | Anmerkungen                                                                                  |
| --- | ---------------------------------------- | --- | --- | --- | --- | --- | -------------------------------------------------------------------------------------------- |
| 2011 | Bonfire Camp                             | — | — | — | UK— SilberUK | US— GoldUS | Erstveröffentlichung: 17. September 2011 Verkäufe: + 800.000                                 |
| 2012 | Heartbeat Camp                           | — | — | — | UK97 Platin · (1 Wo.)UK | US— PlatinUS | Erstveröffentlichung: 21. April 2012 Verkäufe: + 1.755.000; Charteintritt: 10. November 2023 |
| 2013 | 3005 Because the Internet                | — | — | — | UK79 Platin · (3 Wo.)UK | US64 Platin · (20 Wo.)US | Erstveröffentlichung: 3. November 2013 Verkäufe: + 1.990.000                                 |
| 2014 | What Kind of Love –                      | — | — | — | — | — | Erstveröffentlichung: 3. März 2014                                                           |
| 2014 | Sweatpants Because the Internet          | — | — | — | UK— GoldUK | — | Erstveröffentlichung: 28. April 2014 Verkäufe: + 545.000                                     |
| 2016 | Redbone “Awaken, My Love!”               | DE— GoldDE | — | — | UK51 ×3Dreifachplatin · (17 Wo.)UK | US12 ×5Fünffachplatin · (44 Wo.)US | Erstveröffentlichung: 25. November 2016 Verkäufe: + 8.733.333                                |
| 2017 | Me and Your Mama “Awaken, My Love!”      | — | — | — | UK— PlatinUK | US68 (2 Wo.)US | Erstveröffentlichung: 13. März 2017 Verkäufe: + 675.000                                      |
| 2018 | This Is America –                        | DE39 (4 Wo.)DE | AT20 (5 Wo.)AT | CH16 (6 Wo.)CH | UK6 Platin · (10 Wo.)UK | US1 ×5Fünffachplatin · (17 Wo.)US | Erstveröffentlichung: 6. Mai 2018 Verkäufe: + 6.335.000; 4× Grammy                           |
| 2018 | Summertime Magic Summer Pack             | — | — | CH81 (1 Wo.)CH | UK30 Silber · (4 Wo.)UK | US44 Platin · (5 Wo.)US | Erstveröffentlichung: 11. Juli 2018 Verkäufe: + 1.325.000                                    |
| 2018 | Feels Like Summer Summer Pack            | — | — | — | UK64 Silber · (4 Wo.)UK | US54 ×2Doppelplatin · (2 Wo.)US | Erstveröffentlichung: 11. Juli 2018 Verkäufe: + 2.370.000                                    |
| 2024 | Lithonia Bando Stone & the New World     | — | — | — | UK88 (2 Wo.)UK | US69 (3 Wo.)US | Erstveröffentlichung: 2. Juli 2024                                                           |
| 2024 | In the Night Bando Stone & the New World | — | — | — | UK98 (1 Wo.)UK | — | Erstveröffentlichung: 16. Juli 2024 feat. Jorja Smith & Amaarae                              |
| Folgende Lieder erschienen nicht als Single, wurden aber durch das Album zum Download und Streaming bereitgestellt und konnten somit eine Platzierung erlangen: |                                          | | | | | |                                                                                              |
| |                                          | | | | | |                                                                                              |
| 2024 | Crawl Because the Internet               | — | — | — | — | US86 (1 Wo.)US | Erstveröffentlichung: feat. Kai & Mystikal                                                   |

### Als Gastmusiker
| Jahr | Titel Album             | Höchstplatzierung, Gesamtwochen, AuszeichnungChartplatzierungen (Jahr, Titel, Album, Platzierungen, Wochen, Auszeichnungen, Anmerkungen) | Höchstplatzierung, Gesamtwochen, AuszeichnungChartplatzierungen (Jahr, Titel, Album, Platzierungen, Wochen, Auszeichnungen, Anmerkungen) | Höchstplatzierung, Gesamtwochen, AuszeichnungChartplatzierungen (Jahr, Titel, Album, Platzierungen, Wochen, Auszeichnungen, Anmerkungen) | Höchstplatzierung, Gesamtwochen, AuszeichnungChartplatzierungen (Jahr, Titel, Album, Platzierungen, Wochen, Auszeichnungen, Anmerkungen) | Höchstplatzierung, Gesamtwochen, AuszeichnungChartplatzierungen (Jahr, Titel, Album, Platzierungen, Wochen, Auszeichnungen, Anmerkungen) | Anmerkungen                                                                                     |
| Jahr | Titel Album             | DE | AT | CH | UK | US | Anmerkungen                                                                                     |
| ---- | ----------------------- | --- | --- | --- | --- | --- | ----------------------------------------------------------------------------------------------- |
| 2012 | Trouble Glassheart      | DE27 (6 Wo.)DE | AT32 (2 Wo.)AT | CH75 (1 Wo.)CH | UK7 (4 Wo.)UK | — | Erstveröffentlichung: 7. Oktober 2012 Leona Lewis feat. Childish Gambino                        |
| 2013 | Do or Die Blow the Roof | — | — | — | — | — | Erstveröffentlichung: 23. Juli 2013 Flux Pavilion feat. Childish Gambino                        |
| 2013 | Bed Peace Sail Out      | — | — | — | UK— SilberUK | US— PlatinUS | Erstveröffentlichung: 17. September 2013 Verkäufe: + 700.000; Jhené Aiko feat. Childish Gambino |
| 2014 | Jump Hi Begin           | — | — | — | — | — | Erstveröffentlichung: 17. November 2014 Lion Babe feat. Childish Gambino                        |
| 2014 | Together Reason         | — | — | — | — | — | Erstveröffentlichung: 20. November 2014 Selah Sue feat. Childish Gambino                        |

## Promoveröffentlichungen
| Jahr | Titel Album     | Anmerkungen                                                 |
| ---- | --------------- | ----------------------------------------------------------- |
| 2012 | Giants L.i.f.e. | Erstveröffentlichung: 2012 Josh Osho feat. Childish Gambino |

## Sonderveröffentlichungen
- 2014: Driving Ms. Daisy (Logic feat. Childish Gambino)
- 2014: Lava Glaciers (Riff Raff feat. Childish Gambino)
- 2014: Break Your Heart Right Back (Ariana Grande feat. Childish Gambino)

## Statistik

### Chartauswertung
|                     | DE    | AT    | CH    | UK    | US     |
| ------------------- | ----- | ----- | ----- | ----- | ------ |
| Nummer-eins-Alben   | DE—DE | AT—AT | CH—CH | UK—UK | US—US  |
| Top-10-Alben        | DE—DE | AT—AT | CH—CH | UK—UK | US2US  |
| Alben in den Charts | DE—DE | AT2AT | CH4CH | UK4UK | US17US |

|                       | DE    | AT    | CH    | UK    | US    |
| --------------------- | ----- | ----- | ----- | ----- | ----- |
| Nummer-eins-Singles   | DE—DE | AT—AT | CH—CH | UK—UK | US1US |
| Top-10-Singles        | DE—DE | AT—AT | CH—CH | UK2UK | US1US |
| Singles in den Charts | DE2DE | AT2AT | CH3CH | UK9UK | US8US |

### Auszeichnungen für Musikverkäufe
| Silberne Schallplatte - Vereinigtes Königreich - 2019: für das Lied Sober Goldene Schallplatte - Australien - 2019: für das Album Because the Internet - 2019: für die Single Retro - 2019: für die Single Sweatpants - 2021: für die Single Me and Your Mama - Brasilien - 2024: für die Single Redbone - Dänemark - 2021: für das Album Because the Internet - 2023: für die Single This Is America - 2024: für die Single Heartbeat - 2025: für das Lied Les - 2025: für das Album Camp - Frankreich - 2020: für die Single This Is America - 2024: für das Album Awaken, My Love! - Kanada - 2014: für die Single Heartbeat - 2019: für die Single The Worst Guys - 2019: für die Single Me and Your Mama - 2019: für die Single Feels Like Summer - 2019: für die Single Summertime Magic - Neuseeland - 2019: für die Single Summertime Magic - Niederlande - 2017: für die Single Redbone - Polen - 2021: für die Single Feels Like Summer - Portugal - 2022: für die Single Feels Like Summer - 2022: für die Single This Is America - Schweden - 2017: für die Single Redbone - 2018: für die Single This Is America - Spanien - 2024: für die Single Redbone - Südafrika - 2018: für die Single Redbone | Platin-Schallplatte - Australien - 2018: für das Lied Sober - 2021: für die Single Bonfire - 2021: für die Single Heartbeat - 2021: für die Single Summertime Magic - 2022: für die Single Feels Like Summer - Dänemark - 2023: für das Album Awaken, My Love! - Italien - 2024: für die Single Redbone - Kanada - 2019: für das Album Awaken, My Love! - 2019: für das Album Because the Internet - 2019: für die Single Sweatpants - Mexiko - 2021: für die Single This Is America - Neuseeland - 2021: für die Single Sweatpants - 2021: für das Lied Sober - 2022: für das Album Because the Internet - 2022: für die Single Feels Like Summer - 2024: für die Single Bonfire - 2025: für das Album Camp - Polen - 2019: für die Single This Is America - Vereinigtes Königreich - 2025: für das Lied Les | 2× Platin-Schallplatte - Australien - 2019: für die Single 3005 - Dänemark - 2024: für die Single Redbone - Kanada - 2019: für die Single 3005 - Neuseeland - 2022: für die Single This Is America - 2024: für das Album Awaken, My Love! 3× Platin-Schallplatte - Australien - 2021: für die Single This Is America - Kanada - 2019: für die Single This Is America - Neuseeland - 2024: für die Single 3005 4× Platin-Schallplatte - Kanada - 2019: für die Single Redbone 5× Platin-Schallplatte - Australien - 2021: für die Single Redbone 8× Platin-Schallplatte - Neuseeland - 2025: für die Single Redbone Diamantene Schallplatte - Frankreich - 2024: für die Single Redbone |

Anmerkung: Auszeichnungen in Ländern aus den Charttabellen bzw. Chartboxen sind in ebendiesen zu finden.
| Land/RegionAuszeichnungen für Musikverkäufe (Land/Region, Auszeichnungen, Verkäufe, Quellen) | Silber     | Gold       | Platin       | Diamant  | Verkäufe   | Quellen              |
| -------------------------------------------------------------------------------------------- | ---------- | ---------- | ------------ | -------- | ---------- | -------------------- |
| Australien (ARIA)                                                                            | —          | 4× Gold4   | 15× Platin15 | —        | 1.190.000  | aria.com.au          |
| Brasilien (PMB)                                                                              | —          | Gold1      | —            | —        | 30.000     | pro-musicabr.org.br  |
| Dänemark (IFPI)                                                                              | —          | 5× Gold5   | 3× Platin3   | —        | 355.000    | ifpi.dk              |
| Deutschland (BVMI)                                                                           | —          | Gold1      | —            | —        | 300.000    | musikindustrie.de    |
| Frankreich (SNEP)                                                                            | —          | 2× Gold2   | —            | Diamant1 | 483.333    | snepmusique.com      |
| Italien (FIMI)                                                                               | —          | —          | Platin1      | —        | 100.000    | fimi.it              |
| Kanada (MC)                                                                                  | —          | 5× Gold5   | 12× Platin12 | —        | 1.180.000  | musiccanada.com      |
| Mexiko (AMPROFON)                                                                            | —          | —          | Platin1      | —        | 60.000     | amprofon.com.mx      |
| Neuseeland (RMNZ)                                                                            | —          | Gold1      | 21× Platin21 | —        | 585.000    | radioscope.co.nz NZ2 |
| Niederlande (NVPI)                                                                           | —          | Gold1      | —            | —        | 20.000     | nvpi.nl              |
| Polen (ZPAV)                                                                                 | —          | Gold1      | Platin1      | —        | 30.000     | olis.pl              |
| Portugal (AFP)                                                                               | —          | 2× Gold2   | —            | —        | 10.000     | Einzelnachweise      |
| Schweden (IFPI)                                                                              | —          | 2× Gold2   | —            | —        | 40.000     | sverigetopplistan.se |
| Spanien (Promusicae)                                                                         | —          | Gold1      | —            | —        | 30.000     | elportaldemusica.es  |
| Südafrika (RISA)                                                                             | —          | Gold1      | —            | —        | 10.000     | risa.org.za          |
| Vereinigte Staaten (RIAA)                                                                    | —          | 3× Gold3   | 17× Platin17 | —        | 18.500.000 | riaa.com             |
| Vereinigtes Königreich (BPI)                                                                 | 5× Silber5 | 4× Gold4   | 8× Platin8   | —        | 6.500.000  | bpi.co.uk            |
| Insgesamt                                                                                    | 5× Silber5 | 34× Gold34 | 79× Platin79 | Diamant1 |            |                      |